# Tử hình ở Belarus

Châu Âu là lục địa có nhiều quốc gia bãi bỏ án tử hình nhất trên thế giới (màu xanh dương). Thống kê vào năm 2019
Bãi bỏ với mọi loại tội
Vẫn duy trì án tử hình

Tử hình là một hình phạt hợp pháp ở Belarus. Một thống kê vào năm 2018 cho thấy quốc gia này đã thi hành ít nhất bốn vụ hành quyết.
Tử hình đã là một phần của hệ thống pháp lý tại Belarus kể từ khi quốc gia này ly khai khỏi Liên Xô vào ngày 26 tháng 12 năm 1991. Hiến pháp Belarus hiện nay quy định chỉ áp dụng hình phạt này cho "các tội danh nghiêm trọng". Các điều luật về sau cũng làm rõ hơn những tội cho phép áp dụng, bao gồm các hành vi chống lại nhà nước hoặc chống lại các cá nhân. Một vài tội ác ở mức độ không bạo lực cũng có thể bị trừng phạt bằng cái chết. Tính đến năm 2020, Belarus là quốc gia duy nhất ở châu Âu vẫn còn thi hành án tử hình.
Sau một cuộc trưng cầu dân ý về vấn đề này, chính phủ Belarus đã tiến hành các bước nhằm thay đổi cách áp dụng hình phạt tử hình. Một vài tổ chức quốc tế như Liên Hợp Quốc cũng đã lên tiếng chỉ trích các phương pháp mà chính quyền Belarus sử dụng khi hành quyết tù nhân. Việc vẫn còn sử dụng hình phạt tử hình là một yếu tố chính khiến cho Belarus vẫn chưa thể gia nhập Ủy hội Châu Âu.

## Pháp luật
Điều 24 của Hiến pháp Belarus quy định rằng:
| “ | Cho đến khi bãi bỏ hoàn toàn, bản án tử hình có thể được áp dụng theo luật pháp như một hình phạt ngoại lệ đối với các tội phạm đặc biệt nghiêm trọng và bắt buộc phải tuân theo phán quyết của tòa án." | ” |

Theo Bộ luật hình sự của Cộng hòa Belarus, hình phạt tử hình có thể được áp dụng cho các hành vi sau:
- Phát động hoặc tiến hành chiến tranh xâm lược (Điều 122, Phần 2)
- Sát hại người đại diện của một quốc gia nước ngoài hoặc tổ chức quốc tế để gây rắc rối đến cộng đồng quốc tế hoặc kích động chiến tranh (Điều 124, Phần 2)
- Khủng bố quốc tế (Điều 126)
- Diệt chủng (Điều 127)
- Tội ác chống lại loài người (Điều 128)
- Sử dụng vũ khí hủy diệt hàng loạt theo các điều ước quốc tế mà Cộng hòa Belarus kí kết (Điều 134)
- Vi phạm luật chiến tranh (Điều 135, Phần 3)
- Giết người trong các tình tiết tăng nặng (Điều 139, Phần 2)
- Chủ nghĩa khủng bố (Điều 289, Phần 3)
- Tội phản quốc liên quan đến giết người (Điều 356, Phần 2)
- Âm mưu chiếm đoạt quyền lực nhà nước (Điều 357, Phần 3)
- Hành vi khủng bố (Điều 359)
- Phá hoại (Điều 360, Phần 2)
- Sát hại sĩ quan cảnh sát (Điều 362)

Hầu hết các bản án tử hình là về tội giết người được thực hiện trong các tình tiết tăng nặng. Các thủ tục tố tụng tại tòa án liên quan đến các vụ án tử hình phải đảm bảo thông qua "sự cân nhắc hợp pháp", bao gồm một thẩm phán và hai hội thẩm dân cử, tương tự như hệ thống bồi thẩm đoàn.
Trong những năm qua, số tội và loại tội phạm đủ điều kiện bị kết án tử đã giảm. Năm 1993, sau một cuộc bỏ phiếu của Quốc hội, bốn tội phạm kinh tế có thể dẫn đến hành quyết từ thời Liên Xô đã bị xóa khỏi danh mục các tội cho phép áp dụng hình phạt này, thay vào đó là án tù vô thời hạn (chung thân). Mặc dù tổng số loại tội phạm đủ điều kiện hưởng án vốn đã giảm trong cùng thời gian, tuy nhiên, Nghị định số 21 của Tổng thống ban hành ngày 21 tháng 10 năm 1997 lại liệt kê thêm "khủng bố" vào danh sách tội ác có thể áp dụng án tử hình. Khi Bộ luật hình sự được tu chỉnh vào năm 1999, số tội có thể áp dụng án tử hình tiếp tục giảm thêm. Việc giảm số tội này được hỗ trợ nhờ việc sử dụng án tù chung thân như một hình phạt thay thế vào tháng 12 năm 1997.
Kể từ ngày 1 tháng 3 năm 1994, phụ nữ không đáp ứng khả năng thi hành án và những người dưới 18 tuổi tại thời điểm phạm tội hoặc trên 65 tại thời điểm mà tòa tuyên án được miễn hình phạt tử hình kể từ tháng 1 năm 2001. Còn những người bị bệnh tâm thần có thể được xem xét giảm án. Theo Điều 84 của Hiến pháp, tổng thống "có thể ân xá cho những công dân bị kết án". Từ ngày 30 tháng 6 năm 2003 đến ngày 30 tháng 6 năm 2005, Tổng thống Aliaksandr Lukašenka đã đặc cách ân xá cho hai tử tù cũng như phủ quyết một yêu cầu tương tự.
Năm 2000, Hội đồng Nghị viện của Ủy hội châu Âu đã lên án "các vụ hành quyết mà chính quyền Belarus thực hiện một cách gay gắt nhất có thể, đồng thời lấy làm tiếc rằng khi Belarus là quốc gia duy nhất ở châu Âu vẫn còn thi hành án tử hình, thậm chí còn thường xuyên và rộng rãi".
Belarus là quốc gia châu Âu duy nhất thực hiện các vụ hành quyết trong thế kỷ 21. Các thành viên trong Hội đồng Châu Âu đề nghị Belarus nên bãi bỏ hình phạt tử hình vào năm 2001 trước khi đệ đơn đăng ký làm thành viên trong Hội đồng. Belarus (với tư cách là Cộng hòa xã hội chủ nghĩa Xô viết Byelorussia) đã ký Công ước quốc tế về các quyền dân sự và chính trị vào năm 1973. Dù Công ước này không bãi bỏ hoàn toàn án tử hình, nhưng nó phần nào áp đặt một số điều kiện nhất định đối với việc thực hiện cũng như áp dụng bản án trên tại quốc gia này.

## Phương pháp
Trước khi bị xử tử, tất cả các tử tù đều được chuyển đến Trại giam Minsk số 1 (СИЗО, hoặc SIZO số 1) ở thủ đô Minsk. Phương pháp thường được sử dụng là xử bắn. Người thi hành án (cũng là một thành viên của "Ủy ban thi hành án") có quyền chọn khu vực diễn ra cuộc hành quyết. Theo cuốn sách The Death Squad bởi Alieh Alkajeŭ ( Олег Алкаев ), vào ngày hành quyết, phạm nhân sẽ được chuyển đến một địa điểm bí mật, nơi anh ta được các quan chức thông báo rằng tất cả các kháng cáo trước đó đều đã bị bác bỏ. Người bị kết án sau đó bị bịt mắt và đưa đến một căn phòng gần đó, nơi hai nhân viên buộc anh ta phải quỳ xuống trước một giá đỡ chặn đạn. Nhân viên thừa lệnh sẽ bắn người bị kết án từ sau gáy bằng khẩu súng ngắn PB-9 có trang bị một ống giảm thanh. Theo Alkajeŭ, "Toàn bộ quá trình, từ khâu thông báo về việc kháng cáo vô hiệu lực đến lúc tiếng súng vang lên, kéo dài không quá hai phút".
Sau khi việc thi hành án hoàn tất, một bác sĩ cùng các quan chức khác của trại giam sẽ xác nhận liệu tử tù đã thực sự chết chưa, đồng thời chuẩn bị giấy chứng tử. Thi thể của phạm nhân sẽ được đem đi chôn ở một nơi bí mật. Gia đình của tử tù sau đó sẽ được thông báo về vụ hành quyết. Đại tá Alieh Alkajeŭ (người từng là giám đốc của trại giam SIZO số 1) khi rời Belarus để sống lưu vong ở Berlin, Đức đã tiết lộ có khoảng 130 vụ hành quyết từng diễn ra tại đây trong khoảng thời gian từ tháng 12 năm 1996 đến tháng 5 năm 2001.
Ủy ban Nhân quyền Liên Hợp Quốc đã đưa ra ý kiến sau đây về quá trình xử tử tại Belarus sau khi mẹ của tử tù Anton Bondarenko đệ đơn lên Ủy ban xin tha mạng cho con trai mình: "[quá trình này] có tác dụng đe dọa hoặc trừng phạt các gia đình bằng cách khiến họ rơi vào tình trạng bất ổn và kiệt quệ về tinh thần...[và việc] chính quyền không thông báo ngay từ đầu cho người thân về ngày xử tử phạm nhân, cũng như liên tục không cho bà biết về vị trí nơi con trai bà chôn cất là một hành động vô nhân đạo với người thân của tử tù, cũng như vi phạm điều 7 của Giao ước [cấm tra tấn, đối xử tàn bạo, bạc đãi và trừng phạt phạm nhân]."

## Thống kê số vụ hành quyết
Bảng dưới đây ước tính sơ bộ số vụ hành quyết được thực hiện kể từ năm 1985, theo Bộ Nội vụ Belarus:
| Năm                                                                                     | Số trường hợp        | Ghi chú (Nguồn) |
| --------------------------------------------------------------------------------------- | -------------------- | --------------- |
| 1985                                                                                    | 21                   |                 |
| 1986                                                                                    | 10                   |                 |
| 1987                                                                                    | 12                   |                 |
| 1988                                                                                    | 12                   |                 |
| 1989                                                                                    | 5                    |                 |
| 1990                                                                                    | 20                   |                 |
| 1991                                                                                    | 14                   |                 |
| 1992                                                                                    | 24                   |                 |
| 1993                                                                                    | 20                   |                 |
| 1994                                                                                    | 24                   |                 |
| 1995                                                                                    | 46                   |                 |
| 1997                                                                                    | 46                   |                 |
| 1998                                                                                    | 47                   |                 |
| 1999                                                                                    | 13                   |                 |
| 2000                                                                                    | 4                    |                 |
| 2001                                                                                    | 7                    |                 |
| 2007                                                                                    | Ít nhất 1 trường hợp |                 |
| 2008                                                                                    | Ít nhất 4 trường hợp |                 |
| 2009                                                                                    | 0                    |                 |
| 2010                                                                                    | 2                    |                 |
| 2011                                                                                    | 2                    | [ 15 ]          |
| 2012                                                                                    | 1                    |                 |
| 2013                                                                                    | 3                    |                 |
| 2014                                                                                    | 3                    | [ 16 ]          |
| 2015                                                                                    | 0                    |                 |
| 2016                                                                                    | 4                    | [ 17 ]          |
| 2017                                                                                    | 2                    | [ 18 ] [ 19 ]   |
| 2018                                                                                    | 4                    | [ 20 ] [ 21 ]   |
| Lưu ý: Ô màu cam đậm mô tả thời điểm thi hành án diễn ra dưới chính thể CHXNCN Belarus. |                      |                 |

Không có số liệu chính xác về số người bị hành quyết ở Belarus, vì các tài liệu cuối cùng mà Chính phủ Belarus công bố đã là từ 2006. Hơn nữa, các nguồn khác, đáng chú ý là BelaPAN (viết tắt cho "Беларускае прыватнае агентства навiн" — Cơ quan Thông tấn Mật Belarus) đã công bố một số dữ liệu khác hoàn toàn so với các dữ liệu mà chính phủ đưa ra. Bela ghi chép rằng có 278 tù nhân bị hành hình từ năm 1992 đến 2010, bao gồm hai người đàn ông bị kết án tử hình vào tháng 9 năm 2010. Một số thủ tục pháp lý của Bộ Nội vụ, chẳng hạn như không tiết lộ các ngôi mộ của người bị hành quyết đã vi phạm nghị định thư của Tổ chức An ninh và Hợp tác châu Âu về việc công khai thông tin về hình phạt tử hình.

## Dư luận
Trong một cuộc trưng cầu dân ý năm 1996, một trong bảy câu hỏi được đặt ra là về việc bãi bỏ án tử hình. Kết quả là 80,44% người dân Belarus không đồng ý bãi bỏ án tử. Tuy nhiên, tại thời điểm đó, án tù dài nhất là 15 năm. Sau đó bản án tù chung thân được đưa ra vào tháng 12 năm 1997. Không có nhiều cuộc điều tra gần đây để xác định xem liệu sự thay đổi trong án tù tối đa có ảnh hưởng đến thái độ của công chúng về án tử hình hay không.
Gần đây, một nhóm làm việc đặc biệt của Quốc hội đã công bố kế hoạch tiến hành một cuộc thăm dò dư luận, nhưng sau đó đã bàn giao lại cho Trung tâm Thông tin và Phân tích cùng với Chính phủ. Trung tâm đã công bố báo cáo của mình, ý kiến của cộng đồng về hoạt động của các cơ quan nội bộ Cộng hòa Belarus, trong đó bao gồm các câu hỏi về án tử hình và thái độ của công dân Belarus về việc bãi bỏ hình phạt tử hình. Kết quả cho thấy chỉ có 4,5% số người được hỏi phản đối hình phạt tử hình trong mọi trường hợp, 79,5% thì cho rằng hình phạt tử hình là thích đáng, ít nhất là đối với một số tội nghiêm trọng và khoảng 10% gặp khó khăn khi trả lời những câu hỏi này hoặc không đưa ra ý kiến.
Đã có một số bước được thực hiện nhằm giảm việc áp dụng hình phạt tử hình ở Belarus. Bộ luật Hình sự Cộng hòa Belarus ngày 31 tháng 12 năm 1997 đã bổ sung thêm Điều 22, cho phép phạt tù một người vĩnh viễn (tù chung thân) như một biện pháp thay thế cho hình phạt tử hình. Hình phạt này cũng đã bị hạn chế đối với nam giới trong độ tuổi từ 18 đến 65.

## Tòa án
Vào ngày 11 tháng 3 năm 2004, Tòa án Hiến pháp Cộng hòa Belarus đã đưa ra kết luận rằng hai điều của Bộ luật Hình sự không phù hợp với Hiến pháp của Belarus. Tòa án tuyên bố rằng Tổng thống hoặc Quốc hội có thể đưa ra quyết định đình chỉ hoặc bãi bỏ hoàn toàn án tử hình. Sau đó, vào tháng 10 năm 2005, Nghị viện đã thông qua sửa đổi Bộ luật Hình sự tuyên bố rằng việc tiếp tục sử dụng hình phạt tử hình chỉ là giải pháp mang tính tạm thời.